# Jacques Stotzem

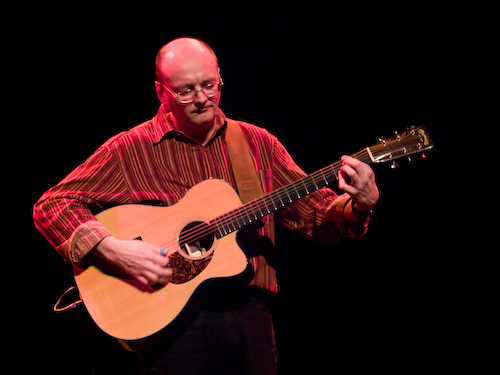
Jacques Stotzem (2007)

Jacques Stotzem (* 17. Juli 1959 in Verviers, Provinz Lüttich) ist ein belgischer Fingerstyle-Gitarrist.

## Lebenslauf
Stotzem brachte sich das Gitarrespiel im Alter von 16 Jahren selbst bei. Den Anstoß zum Erlernen der Gitarre gab ihm eine Fernsehsendung, die sich mit der Musik des amerikanischen Gitarristen Stefan Grossman beschäftigte. Im Alter von 19 Jahren entschied er sich dafür, professioneller Musiker zu werden. Zunächst spielte er in verschiedenen Bands und begleitete Sänger bei Auftritten. Zwischen 1982 und 1987 veröffentlichte er drei Alben als Sologitarrist, die er selbst produzierte. 1991 brachte er seine erste CD bei dem von Peter Finger gegründeten deutschen Label Acoustic Music Records heraus, mit dem er heute noch zusammenarbeitet. Seine Veröffentlichungen enthalten fast nur Eigenkompositionen, selten sind Arrangements von Kompositionen anderer Musiker zu finden.
Seitdem hat Stotzem mehr als zwanzig Alben herausgebracht. Er ist regelmäßig zu Gast auf wichtigen europäischen und internationalen Festivals. Seine Tourneen führen ihn regelmäßig nach Japan und Taiwan, bei denen er oft mit Nachwuchskünstlern wie Andy McKee sowie lokalen Größen wie Isato Nakagawa auftritt. Stotzem ist regelmäßig in Deutschland auf Tournee und veranstaltet regelmäßig Workshops in Belgien, Frankreich und Deutschland. Er ist Mitbegründer des „Festival de la Guitare“ in Verviers. Stotzem lebt in Lambermont, einem Stadtteil von Verviers.

## Musikalische Einflüsse und Hintergrund
Jacques Stotzem hat einen eigenen Stil entwickelt, der sich auf verschiedene Einflüsse aus Blues, Ragtime, Jazz und Folk stützt. Stark beeinflusst wurde Stotzem von Mississippi John Hurt, Reverend Gary Davis, Big Bill Broonzy, Blind Blake und Stefan Grossman. Laut eigener Aussage ist er auch ein großer Verehrer von Jimi Hendrix; in seinem Repertoire finden sich einige Hendrix-Stücke. In seinen neueren Aufnahmen bearbeitet er häufig bekannte Stücke aus dem Pop- und Rock-Bereich; seine 2015 erschienene CD ist Rory Gallagher gewidmet.

## Spieltechnik
Charakteristisch für seine Spieltechnik ist die Verwendung von Fingerpicks am Daumen und an zwei Fingern der rechten Hand. Sein Spiel ist klar, präzise und dynamisch, er wechselt des Öfteren zwischen gezupften und geschlagenen Passagen. Typisch sind swingende Bass-Linien und reiche Akkorde, mit denen Stotzem oft lautmalerisch komponiert. Auch perkussive Elemente sind in einigen seiner Stücke zu finden, bei denen er rhythmische Elemente auf Gitarrenkörper und Saiten erzeugt. Sein Kompositionsansatz geht von einer Melodielinie aus, die er mit einem harmonischen Gerüst umgibt. Seine Stücke sind im Allgemeinen in Standard-Stimmung, offene Stimmungen verwendet er nur selten.

## Instrumente und technische Ausrüstung
Jacques Stotzem spielt neben seiner Signaturgitarre von Martin (s. u.) eine Lowden LSE2. Das Signal des Tonabnehmers sowie das Signal eines Crown Kondensatormikrofons gehen über ein Stereokabel in einen Vorverstärker, werden dort abgemischt und von dort in eine Verstärkeranlage oder in einen Performer Pro Verstärker der Firma Fishman geführt.
Im Jahre 2003 brachte die irische Gitarrenfabrik Avalon ein Jacques Stotzem Signature-Modell heraus.
Seit 2006 fertigt die amerikanische Gitarrenfabrik C. F. Martin & Co. ein Signatur-Modell mit der Bezeichnung OMC Jacques Stotzem Custom Signature.

## Diskografie

### Audio
- 1982 Last Thought Before Sleeping
- 1985 Training
- 1988 Words from the Heart
- 1990 Clear Night
- 1992 Straight On
- 1994 Two Bridges, mit Thierry Crommen
- 1996 Different Ways, mit Thierry Crommen
- 1997 Fingerprint, mit Thierry Crommen
- 1999 Connections, mit Thierry Crommen und Jacques Pirotton
- 2002 Sur Vesdre
- 2005 In Concert – 2005 (Live)
- 2006 Colours of Turner, mit André Klenes
- 2007 Simple Pleasure
- 2009 Catch the Spirit
- 2011 Lonely Road
- 2013 Catch the Spirit II
- 2015 To Rory: Acoustic Tribute to Rory Gallagher
- 2017 The Way to Go
- 2019 Places We Have Been
- 2021 Handmade
- 2023 Histoires sans mots

### Video
- 2004 Jacques Stotzem in Taiwan
- 2011 Play Like Jacques Stotzem

### Kollaborationen
- 2006 Cyclus (Sophie Galet)
- 2005 Soleil noir (Miam Monster Miam)
- 2003 Forgotten Ladies (Miam Monster Miam)
- 1997 Marcel Dadi – Hommage
- 1994 Paysages Acoustiques, 10. Ausgabe der „Stages Internationaux de Musique“